# Aravalligebergte
Het Aravalligebergte is een gebergte in het noordwesten van India, dat ongeveer vijfhonderd kilometer van het zuidwesten naar het noordoosten loopt. Het gebergte ligt voornamelijk in de deelstaat Rajasthan. In noordoostelijke richting gaat het gebergte geleidelijk over in een heuvelachtig gebied, dat doorloopt tot in de deelstaat Haryana, om ten slotte vlak bij de hoofdstad Delhi te eindigen. De hoogste top, de Guru Shikhar, maakt deel uit van het Abu-massief en ligt in het uiterste zuidwesten van het gebergte, dicht bij de grens met Gujarat. De Guru Shikhar is 1722 meter hoog. De stad Ajmer ligt met zijn meer aan de zuidelijke helling in Rajasthan. Aan de lijzijde van het Aravalligebergte ligt de Tharwoestijn.
Het Aravalligebergte is het geërodeerde restant van een zeer oud gebergte. Het ontstond in Precambrische tijden als gevolg van een gebeurtenis, die de Aravalli-Delhi orogenese wordt genoemd. Het gebergte verbindt twee oude segmenten. Het Marwar-segment aan de zuidwestkant en het Bundelkhand-segment aan de noordoostkant van het gebergte vormen samen het Indische kraton.